# Inmigración chilena en el Reino Unido
Los chilenos en el Reino Unido son las personas de nacionalidad o de ascendencia chilena que viven en el Reino Unido, sean estos ciudadanos británicos o no.

## Historia

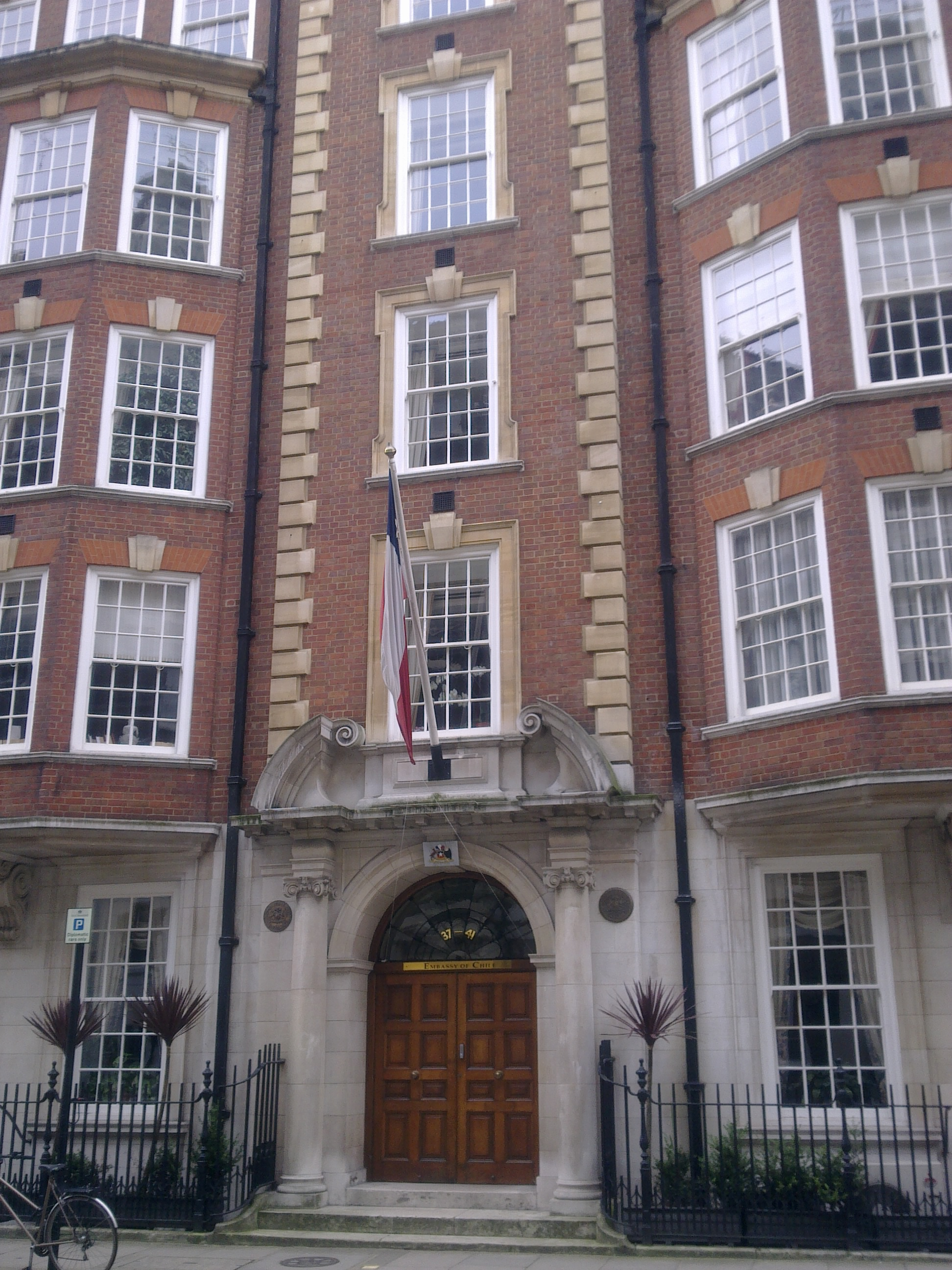
Embajada de Chile en Londres.

Desde mediados del siglo XIX surgieron importantes flujos migratorios desde el Reino Unido hacia Chile, estableciéndose una considerable cantidad de inmigrantes británicos en el país, principalmente en las ciudades portuarias de Valparaíso, Punta Arenas y Antofagasta. Se estima que alrededor de 700 000 chilenos tienen algún grado de ascendencia británica acreditable o la doble nacionalidad británico-chilena, por lo que algunos de sus descendientes han conservado vínculos con la tierra de sus ancestros, pudiendo viajar eventualmente por razones de turismo o negocios, o incluso radicarse en el Reino Unido. 
A comienzos de la década de 1970, cuando Salvador Allende fue elegido presidente de Chile, siendo instaurada la Unidad Popular, unos 2500 chilenos  de tendencia política derechista se trasladaron al Reino Unido, siendo recibidos por una pequeña comunidad de pueblos americanos que ya se encontraba allí.
Más tarde, tras el golpe de Estado del 11 de septiembre de 1973, llegaron unos 3000 chilenos de tendencia política izquierdista exiliados de la dictadura militar encabezado por Augusto Pinochet. 
El tamaño de la población chilena en el Reino Unido es difícil de estimar, ya que muchos han regresado a Chile con la vuelta de la democracia a partir de 1990, y otros se trasladaron a otros países.

## Población
Según el censo de 2011, 7,139 personas nacidas en Chile vivían en el Reino Unido, lo que representa poco más del 8 % de los americanos que residen en el Reino Unido.